# Видински санджак
Видинският санджак (на турски: Vidin Sancağı) е административно-териториална единица в Османската империя. Седалището на санджакбея (управителя) е във Видин.
Съществува от завземането на Видинското царство от османците (1396 – 1422) до Освобождението на България (1878). През този период санджакът влиза в състава на различни еялети (пашалъци), накрая – вилает. Прераства за кратко (1846 – 1864) във Видински еялет, създаден въз основа на предишните Видински (запазен, но с умален обхват) и Търновски санджаци.

## Управление
Обхваща земите на бившето Видинско царство. Заема площ (според обхвата при преброяванията) ок. 11 000 кв. км. Главните му центрове са Видин, Кладово, Оршова и Баня (първите 3 града са гранични).
Отначално е в Румелийското бейлербейство (еялет). След 1541 г. е част от Будинското – с център град Буда (дн. Будапеща), от 1552 г. е в Темешварското бейлербейство, а след 1699 г. отново е в Румелийското. От 1846 до 1864 г. прераства във Видински еялет (като единицата Видински санджак се запазва в много ограничен обхват), след което Видинският санджак е включен в Дунавския вилает.
Съставът на санджака е променлив. Към средата на ХV век включва нахии и крепости:
- 11 нахии (по центровете им) – Видин, Баня (дн. Сокол баня), Белград (Белоградчик), Велешница (Винешница или Вещица), Гелвие (Главие или Главе), Загорие, Исфърлик/Исфирлиг (Свърлиг), Кладобо (Кладово), Кривина, Тимок, Черна река (Църна река);
- 5 крепости – Видин, Баня (Сокол баня), Белград (Белоградчик), Исвърлиг (Свърлиг), Флортин (Флорентин).

Териториите на нахиите са съобразени с хидрорелефа, обхващайки водосборните мрежи на реки и техни притоци. Към средата на ХV век санджакът включва следните 9 нахии: Баня, Видин (Видинска низина), Загорие (по р. Арчар), Исфирлиг (по р. Свърлижки Тимок), Кривина (по р. Тимок), Поломие (преди Белград: по р. Лом), Фетх-юл Ислям (Кладово), Черна река (по р. Църни Тимок).
След завземането на Видинското царство османците превръщат неговата столица Видин в административен център на санджака, като укрепват царския замък, известен като Баба Вида, и издигат около града крепостни стени (двойни покрай р. Дунав), отвън с ров с вода от реката, с порти (сухопътни и речни), като създават непревземаемата за времето Видинска крепост.
Османският султан през 1460 г. назначава Али бей Михалоглу за санджакбей (управител) на Видинския санджак. Осман Пазвантоглу е управител на Видинския санджак от 1773 до 1807 година, ползвал се с относителна независимост от Високата порта. През март 1834 г. Хюсеин паша е назначен за санджакбей на Никополския и на Видинския санджак.

## История
През 1455 г. османците за първи път регистрират всички населени места в санджака. Извършени са 4 дефтерни преброявяния между 1483 и 1586 г. .
Хора от съседните територии в днешна Румъния започват да се преселват във Видинския санджак, особено след Дългата война (1591-1606) и настъпилия глад след нея.
През 1807 г., по време на Първото сръбско въстание, сръбските въстаници нападат части от санджака, тогава управляван от османския отцепник Осман Пазвантоглу. Целта на въстаниците е да установят връзка с руските войски във Влашко начело с генерал Игнатиев. След провала на въстанието част от територията около Сокол баня и Свърлиг е присъединена към Видинския санджак.
Видинският санджак е сред 6-те османски санджаци с най-развито корабостроене наред със Смедеревския (с център в Смедерево), Никополския (Никопол), Пожешкия (Пожега), Зворнишкия (Зворник) и Мохачския (Мохач) санджаци.